# Gypona summita
Gypona summita är en insektsart som beskrevs av Delong och Hermann Julius Kolbe 1975. Gypona summita ingår i släktet Gypona och familjen dvärgstritar. Inga underarter finns listade i Catalogue of Life.